# Lemon Incest
”Lemon Incest” - piosenka napisana, skomponowana i wykonana przez Serge'a Gainsbourga razem ze swoją córką Charlotte. 
Utwór został nagrany w 1984 roku i wydany jako singel z albumu Love on the Beat w 1985 roku. W 1986 roku został także wydany na albumie Charlotte Charlotte for Ever. Utwór został uznany za kontrowersyjny, ale piosenka osiągnęła sukces we Francji.

## Tekst, muzyka i teledysk
Oprócz Gainsbourgów w tle utworów można usłyszeć zespół The Simms Brothers Band. Muzyka do utworu była zainspirowana trzecią etiudą zwaną „Tristesse”, op. 10 Fryderyka Chopina. Utwór Chopina jest zwykle grany na weselach z powodu jego romantycznego stylu. Tytuł utworu jest grą słów pomiędzy wersami „Un zeste de citron” (skórka cytryny) i „Inceste de citron” (kazirodztwo cytryny). Części utworu śpiewane przez Charlotte są wykonywane szybko i na krótkim oddechu. Gainsbourg śpiewa powtarzające się frazy, które nie są do końca śpiewane z melodią.
Teledysk pokazuje Serge'a w jeansach i bez koszuli oraz Charlotte ubraną w bluzkę i majtki, leżących na łóżku.

## Kontrowersje
Piosenka wywołała skandal w związku z zarzutami o gloryfikowanie w niej pedofilii i kazirodztwa. Charlotte, wówczas 12-latka, śpiewa dwuznaczny tekst, który wydaje się odnosić do fizycznej miłości pomiędzy dorosłym a dzieckiem. Na dodatek, związek między dwoma postaciami przedstawianymi w piosence jest taki sam jak pomiędzy Serge i Charlotte, co wywołało podejrzenia o autobiograficzny charakter piosenki. Serge Gainsbourg zaprzeczył tym zarzutom w mediach. Charlotte przyznaje, że cały utwór był prowokacją.

## Notowania
Singel, zaraz po wydaniu, trafił na miejsce 7 notowania French SNEP Singles Chart. Wspiął się też na 6 miejsce na dwa tygodnie, a później na miejsce 2, gdzie pozostał przez cztery tygodnie, najpierw tuż przed hitem grupy Century „Lover Why”, a później przed utworem Jeana-Jacques’a Goldmana i Michaëla Jonesa „Je te donne”. Singel Gainsbourg przez kolejne tygodnie spadał w notowaniu i w ostateczności przetrwał na nim dziesięć tygodni w „Top ten” i osiemnaście tygodniu w „Top 50”.
Dzisiaj, piosenka jest 630-tym najlepiej sprzedającym się singlem we Francji.

## Wykorzystanie w mediach
Utwór został wykorzystany w filmie Genua. Włoskie lato.

## Lista utworów
Singel 7”
1. „Lemon Incest”
2. „Hmm hmm hmm"

maxi CD
1. „Lemon Incest”
2. „Hmm hmm hmm”
3. „Lemon Incest” (teledysk)

Singel CD
1. „Lemon Incest” – 5:12
2. „Hey Man Amen” (Live Zénith 1988) by Serge Gainsbourg – 4:04